# Henri Mova Sakanyi
Henri Mova Sakanyi est un homme politique congolais, né le 10 novembre 1962 à Lubumbashi dans la province du Katanga (RDC). Il est ministre de l'Intérieur de février 2018, à mars 2019. En décembre 2019, il est élu député national de la circonscription de la Lukunga, à Kinshasa. À cause des conflits internes au sein de l'Assemblée nationale entre les groupements FCC et CASH, son mandat lui est retiré.

## Biographie
Henri Mova Sakanyi a fait ses études dans sa province natale où il a décroché ses deux diplômes de licence respectivement en Relations Internationales et en communication à l'université de Lubumbashi (UNILU).
Assistant et chef des travaux à l’UNILU, le professeur Mova Sakanyi a soutenu sa thèse en 2008 à l’université de Kinshasa (UNIKIN) porté sur: « l’ordre Yalta à l’épreuve de la perestroïka et de la mondialisation, théorie et pratique des relations internationales en mutation ». Il est l’auteur de plusieurs publications dans divers domaines et à travers toutes ses publications, il reste un défenseur de la cause congolaise. 
Henri Mova Sakanyi a été administrateur du budget à l’Institut supérieur de statistique de Lubumbashi, puis chef de bureau contentieux du Katanga jusqu’en 1977 ; activiste de droits de l’homme, il a été vice-président de l’ASADHO au Katanga ; observateur des élections en Zambie ; animateur de plusieurs conférences et débats dans les domaines très variés, dramaturge et metteur en scène, professeur au grand séminaire de Lubumbashi et de Kabikila.

### Carrière politique
Il commence sa carrière politique en 1996 avec l’AFDL quelque temps après sa création. Il a aussi été membre du directoire national des comités du pouvoir populaire. Après la chute de Mobutu, il devient ministre des Transports et Communication au sein du gouvernement Laurent-Désiré Kabila, de mai 1997 à janvier 1999. 
Il est ensuite ambassadeur de la RD Congo à Moscou auprès de la fédération de Russie de janvier 1999 en septembre 2000. Il est nommé à nouveau ministre des Transports et Communication de septembre à novembre 2000, puis ministre des Affaires foncières, de l’Environnement et du Développement touristique. Vice-ministre aux Affaires étrangères, ministre de l’Information, porte-parole du gouvernement et président du Conseil d’administration de la RVA (Régie des voies aériennes) avant d’être nommé ambassadeur de la république démocratique du Congo en Belgique en juin 2009. 
Il fut secrétaire général du Parti du peuple pour la reconstruction et la démocratie entre le 15 mai 2015 et le 21 février 2018. Henri Mova Sakanyi est un grand homme politique cofondateur du PPRD, une référence et un exemple à suivre pour la jeunesse congolaise. Il adore le sport, notamment le football et la poésie. Avec son talent oratoire naturel, il châtie avec une aisance rare le français ; le Lingala, son swahili natal et l’anglais… 
Professeur des universités, le professeur Henri Mova Sakanyi est l’auteur de plusieurs publications dans divers domaines (économie, droit, finances, théâtre, poésie, géopolitique et mondialisation) dont les principales sont : la science des relations internationales ; essai sur le statut et l’autonomie épistémologique d’un domaine de recherche (édition revue et augmentée) ; - communication sociale et politique ; une perspective panoramique des savoirs.
Il est nommé ministre de l'Intérieur le 21 février 2018 par le président Kabila. Il est élu Député nationale de la Lukunga en 2018. Il occupe cette fonction, jusqu'en 2022.

## Publications
- Henri Mova Sakanyi, La science des relations internationales. Essai sur le statut et l’autonomie épistémologique d’un domaine de recherche.
- Henri Mova Sakanyi, Comprendre la fin de la guerre mondiale et la mondialisation : Crise et enjeux d’un monde en mutation, t. 3.
- Henri Mova Sakanyi, Comprendre la fin de la guerre mondiale et la mondialisation : Le système international de 1945 à 1990, t. 2.
- Henri Mova Sakanyi, Comprendre la fin de la guerre mondiale et la mondialisation : Critique des théories des relations internationales en rapport avec le changement, t. 1.
- Henri Mova Sakanyi, De Laurent Désiré Kabila à Joseph Kabila. La vérité des faits.
- Henri Mova Sakanyi, Sinuosités. Mots d’amour pour maux d’amour.
- Henri Mova Sakanyi, 50 ans de relations belgo-congolaises. Rétrospectives et perspectives.
- Henri Mova Sakanyi, La RD Congo dans la révolution numérique. Les enjeux actuels, femmes d’honneur. Combats de femmes d’Afrique et d’ailleurs.
- Henri Mova Sakanyi (en collaboration avec Didier Mumengi), Et pourtant… Elle tourne : Conspiration du silence (Théâtre), Kinshasa, Edition Safari, 2000.
- Henri Mova Sakanyi, Communication sociale et politique. Une persepective panoramique des savoir.
- Henri Mova Sakanyi, Le manifeste des jeunes Ubuntu. Pour une transformation positive de la société congolais.
- Henri Mova Sakanyi  Traité de Géopolitique, Paris, L'Harmattan, 2021, t. 1.
- Henri Mova Sakanyi  Traité de Géopolitique, Paris, L'Harmattan, 2021, t. 2.